# Optima
Optima é uma família de fontes sem-serifa desenhadas por Hermann Zapf entre 1952 e 1955. Em 2002, Hermann Zapf em colaboração com Akira Kobayashi, director de arte na Linotype GmbH, redesenharam e criaram uma variante, a Optima Nova. Esta nova família de fontes apresenta a fonte no estilo itálico, de forma "verdadeira" (ao contrário da original); assim como uma série de fontes condensadas, e a Optima Nova Titling com ligaduras.
Esta fonte é comercializada com outros nomes por outras empresas. A Bitstream comercializa com o nome de Zapf Humanist; a WSI Fonts com o nome de Optane; a Rubicon com o nome de Opulent; CG Omega; Eterna.

## Exemplo de Optima
O parágrafo seguinte está escrito em Optima, caso esteja instalada no seu computador, senão é utilizada o tipo de letra monospace.

Design é um termo da língua inglesa que se refere a um determinado esforço criativo, seja bidimensional ou tridimensional, segundo o qual se projetam objetos ou meios de comunicação diversos para o uso humano. A tradução em português é portanto "projeto" e não "desenho", da qual é um falso cognato. Por este fato, ela é às vezes erroneamente traduzida como "desenho", mas não se refere diretamente ao ato de desenhar. Devido à influência da literatura inglesa e à baixa qualidade de algumas traduções, é comum encontrar nos países de língua portuguesa a palavra original, de forma que o profissional que trabalha na área de design (i.e. o projetista) é comumente chamado de designer.

ABCDEFGHIJKLMNOPQRSTUVWXYZ

abcdefghijklmnopqrstuvwxyz

1234567890

Exemplos de caracteres

IPA: /ɪgˈzɑːmpəl əv aɪpiːˈeɪ tɹɑːnˈskɹɪpʃən/.

Caracteres árabes: العربية.

Caracteres hebraicos: עברית.

Caracteres cirílicos: Кирилица.

Caracteres gregos: Ελληνικά.

## Usos
- Materiais de comunicação da Fundação Calouste Gulbenkian
- Vietnam Veterans Memorial Wall em Washington, D.C., EUA
- Carling empresa de bebidas